# El Terrible Toreador
Pour plus de détails, voir Fiche technique et Distribution.
El Terrible Toreador est un court métrage d'animation américain de la série des Silly Symphonies réalisé par Walt Disney, sorti le 26 septembre 1929.

## Synopsis
Dans une cantina espagnole, la belle serveuse Carmen sert une bière au bedonnant Don José, ce dernier attendant avec impatience la danse et le chant de la belle. Il brutalise un peu Carmen mais Escamillo, un toréador musclé intervient. Les deux hommes deviennent des ennemis et lors du combat d'Escamillo dans l'arène Plaza de Toros, José met du poivre dans le bouquet destiné à Carmen. Mais c'est le taureau qui hume les fleurs poivrées ce qui le rend très énervé. Heureusement Escamillo parvient à battre l'animal.

## Fiche technique
- Titre original : El Terrible Toreador
- Autres titres :
  -  Suède : Toreadoren
- Série : Silly Symphonies
- Réalisateur : Walt Disney
- Producteur : Walt Disney
- Animateur[1] : Ub Iwerks, Burt Gillett, Wilfred Jackson, Les Clark, Jack King, Ben Sharpsteen
- Layout et décor[1] : Ub Iwerks
- Distributeur : Columbia Pictures
- Date de sortie[1] : 26 septembre 1929
  - Annoncée : 26 septembre 1929
  - Dépôt de copyright : 7 février 1930
  - Sortie à New York : 13 septembre 1929 au George M Cohan en première partie de Flight de Frank Capra
- Format d'image : Noir et blanc
- Son : Mono (Cinephone)
- Durée : 6 min 14
- Musique originale[1] : Carl W. Stalling
  - Enregistrement : 12 août 1929
  - pot-pourri de Carmen de Georges Bizet
  - Extrait de La Glorieuse Parade (Yankee Doodle Dandy)
  - Extrait de Ciribiribin (1898) d'Alberto Pestalozza
  - Extrait de Frülingslied (Spring Song, op 62-6, 1842) de Felix Mendelssohn
- Langue : (en)
- Pays :  États-Unis

## Commentaires
Ce film est le second de la série des Silly Symphonies. L'histoire du film est assez proche d'un Mickey Mouse, The Gallopin' Gaucho (1928), mais les personnages sont humains et, au lieu de la poursuite d'un hors-la-loi dans la pampa, on y voit des toreros en Espagne.